# 射线青螺
射线青螺（学名：Patelloida striata）是一種屬於莲花青螺科拟帽贝属的笠貝海螺。
舊屬原始腹足目，今屬笠形腹足支序。
其种加词“striata”意为“有条纹的”。

## 分佈
主要分布于印度尼西亚、印度東部、菲律賓及台湾，常栖息在潮间带岩石上。